# Овсяники (Ярославская область)
Овсяники — деревня Некрасовского района Ярославской области.

## География
Деревня находится рядом с рекой Волгой на левом берегу.Также рядом с ней находится остров Овсяниковский (названый из-за того что раньше длился от начала села Рыбницы до начала Овсяников).

## Население
| 2007 | 2010 |
| ---- | ---- |
| 27   | ↘17  |

Национальный состав
Согласно результатам переписи 2002 года, в национальной структуре населения русские составляли 90 % из 10 чел.

## Инфраструктура
Личное подсобное хозяйство. На 2020 год в деревне есть 56 домов и 3 двора. Автобусная остановка «Овсяники» (маршруты №№126, 137, 136, 130) и пешеходный переход.

## Транспорт
Через деревню проходила ж/д «Ярославль — Красный Профинтерн», которая была закрыта в начале 1990 года. На данный момент Ярославль и Красный Профинтерн соединяет асфальтированная дорога, которая проходит через Овсяники.